# Hungerkrieg
Der Hungerkrieg (polnisch Wojna głodowa) war ein militärischer Konflikt, der im Jahr 1414 zwischen dem Deutschen Orden und dem Königreich Polen sowie dessen Verbündetem Litauen stattfand. Der Krieg war dadurch geprägt, dass die beiden Seiten einander auswichen und stattdessen Nachschubwege angriffen sowie die Ernte vernichteten, was zu Hungersnöten und Seuchen führte.

## Hintergrund
Der Hungerkrieg reiht sich ein in die Geschichte der Litauerkriege des Deutschen Ordens, welcher seit 1303 gegen die damals noch heidnischen Litauer einen Kreuzzug führte. Nachdem der litauische Großfürst Jogaila (Jagiełło) um 1384 zum Christentum übergetreten war und nun in Personalunion auch das polnische Königreich regierte, waren die noch ungesicherten Erwerbungen des Ordens in Samogitien und den Pommerellen gefährdet. Der Samogitenaufstand von 1409 war Anlass für einen weiteren Krieg gewesen, welcher durch die Schlacht von Tannenberg 1410 zugunsten der Litauer und Polen entschieden wurde. Im Ersten Frieden von Thorn waren 1411 hohe Reparationszahlungen an das Königreich Polen festgelegt worden, die der Orden nur mit Mühe teilweise aufbringen konnte, hingegen wurden dem Orden noch keine Gebietsabtretungen auferlegt.
Der Hochmeister des Ordens, Heinrich von Plauen, widersetzte sich 1413 dem Schiedsspruch des kaiserlichen Gesandten Benedikt Makrai, welcher das rechte Memelufer (Memelland inklusive Memel) dem litauischen Großfürstentum zugesprochen hatte. Plauen entsandte Streitkräfte unter dem Kommando von Ordensmarschall Michael Küchmeister nach Polen, um seiner Weigerung Nachdruck zu verleihen. Küchmeister unterbrach jedoch seinen Feldzug rasch und kehrte nach Marienburg zurück, um zu erklären, dass der Orden noch nicht für einen erneuten Krieg bereit sei. Im Januar 1414 setzte Küchmeister von Plauen ab und wurde selbst Hochmeister. Seine Bemühungen im Mai 1414, gänzlich neue Verhandlungen mit Polen aufzunehmen, stießen jedoch auf Ablehnung seitens des polnischen Königs Jagiełło, der auf der Wiedereinsetzung Plauens und dem Schiedsspruch Benedikt Makrais bestand.

## Kriegsverlauf
Jagiełło und Großfürst Vytautas fielen mit schlesischen Verbündeten noch im Sommer des Jahres in den Ordensstaat ein und verheerten das Ermland. Auch eine Truppe böhmischer Söldner konnte sie dabei nicht aufhalten. Die Hauptstreitkräfte der Ordensritter verschanzten sich im Wesentlichen auf ihren Burgen. Sie überließen dem Gegner die Städte und Dörfer und vermieden die offene Schlacht, in der die Polen-Litauer überlegen gewesen wären. Diese wiederum waren nicht gewillt, lange Belagerungen von Ordensburgen zu beginnen, was bereits im vergangenen Krieg von 1410 nicht erfolgreich gewesen war (siehe Belagerung der Marienburg). Einige Burgen ergaben sich den Polen aber nach kurzen Belagerungen, weshalb Küchmeister die Polen hinhielt, um in ihrem Rücken die Versorgungswege abzuschneiden und Burgen zurückzuerobern. Dabei rückten Danziger Hilfstruppen auch in das (polnische) Kujawien vor, um dort zu plündern. Küchmeister war bestrebt, die Invasoren auszuhungern, und folgte einer Strategie der verbrannten Erde, bis die gegnerischen Truppen sich schließlich geschwächt wieder zurückzogen. Am 7. Oktober 1414 handelte Wilhelm, der päpstliche Gesandte und Bischof von Lausanne, einen zweijährigen Waffenstillstand aus.
Zu den während dieses Kriegs verwüsteten Ortschaften zählen Bischofsburg, Christburg, Passenheim, Rosenberg und Saalfeld. Während die meisten Zerstörungen den Polen und besonders den Tataren angerechnet wurden (gebrandschatzt wurden Landsberg, Mehlsack, Mühlhausen, Wartenburg, Zinten, ausgeplündert wurde Wormditt), war zumindest die Zerstörung von Hohenstein das Werk der Ordensritter selbst.
Die unmittelbare Kriegsfolge war eine Hungersnot im Ordensstaat, nach welcher der Krieg benannt wurde. Auch das polnische Heer hatte während des Feldzugs an der Ruhr und Hunger gelitten. Der Chronik von Johann von Posilge zufolge starben auch 86 deutsche Ritter an Seuchen während und nach den Kriegszügen.

## Folgen
Der Konflikt zwischen dem Ordensstaat und den Polen und Litauern wurde durch den Waffengang ohne greifbare Ergebnisse verlängert. Es folgten mehrfach durch verschiedene Konfliktvermittler verlängerte Waffenstillstände, die für den Orden äußerst kostspielig waren, da man zugleich durch die vergangenen Kriege geschwächt war, teure Verhandlungen auf dem Konzil von Konstanz und später andernorts führen musste und für den alljährlich möglichen Abbruch der Verhandlungen Truppen ausheben und ausrüsten musste. Erst nach Küchmeisters Rücktritt 1422 kam es noch im selben Jahr zum Frieden vom Melnosee.